# Sailor Moon Eternal
Sailor Moon Eternal: The Movie är en japansk animerad fantasyfilm från 2021. Filmen är baserad på mangan Sailor Moon av Naoko Takeuchi och är den fjärde delen i Sailor Moon Crystal-delen. Filmen regisserades av Chiaki Kon, manuset skrevs av Kazuyuki Fudeyasu och filmen producerades av Toei Animation och Studio DEEN. Filmen släpptes i två delar, den ena delen släpptes 8 januari 2021 och den andra delen släpptes 11 februari 2021.
Filmen är den första filmen i serien som släppts i två delar i Japan sedan 1995 då Sailor Moon SuperS: The Movie släpptes i två delar.
Netflix köpte strömningsrättigheter till båda delarna av filmen och har funnits på streamingtjänsten sedan 3 juni 2021.

## Röstskådespelare
| Karaktär                           | Japansk röstskådespelare              | Engelsk röstskådespelare |
| ---------------------------------- | ------------------------------------- | ------------------------ |
| Usagi Tsukino/Super Sailor Moon    | Kotono Mitsuishi                      | Stephanie Sheh           |
| Luna                               | Ryō Hirohashi                         | Michelle Ruff            |
| Mamoru Chiba/Tuxedo Mask           | Kenji Nojima Mutsumi Tamura (som ung) | Robbie Daymond           |
| Ami Mizuno/Super Sailor Mercury    | Hisako Kanemoto                       | Kate Higgins             |
| Rei Hino/Super Sailor Mars         | Rina Satō                             | Cristina Vee             |
| Makoto Kino/Super Sailor Jupiter   | Ami Koshimizu                         | Amanda C. Miller         |
| Minako Aino/Super Sailor Venus     | Shizuka Itō                           | Cherami Leigh            |
| Artemis                            | Taishi Murata                         | Johnny Yong Bosch        |
| Chibiusa/Super Sailor Chibi Moon   | Misato Fukuen                         | Sandy Fox                |
| Diana                              | Shoko Nakagawa                        | Debi Derryberry          |
| Setsuna Meioh/Super Sailor Pluto   | Ai Maeda                              | Veronica Taylor          |
| Haruka Tenoh/Super Sailor Uranus   | Junko Minagawa                        | Erica Mendez             |
| Michiru Kaioh/Super Sailor Neptune | Sayaka Ohara                          | Lauren Landa             |
| Hotaru Tomoe/Super Sailor Saturn   | Yukiyo Fujii                          | Christine Marie Cabanos  |
| Pegasus/Helios                     | Yoshitsugu Matsuoka                   | Brian Beacock            |
| Queen Nehelenia                    | Nanao                                 | Laura Post               |
| Zirconia                           | Naomi Watanabe                        | Barbara Goodson          |
| Fish Eye                           | Shouta Aoi                            | Erik Scott Kimerer       |
| Tiger's Eye                        | Satoshi Hino                          | John Eric Bentley        |
| Hawk's Eye                         | Toshiyuki Toyonaga                    | Michael Yurchak          |
| CereCere/Sailor Ceres              | Reina Ueda                            | Cassandra Lee Morris     |
| PallaPalla/Sailor Pallas           | Sumire Morohoshi                      | Xanthe Huynh             |
| JunJun/Sailor Juno                 | Yuko Hara                             | Erika Ishii              |
| VesVes/Sailor Vesta                | Rie Takahashi                         | Erica Lindbeck           |

Övriga röstskådespelare:
| Karaktär       | Japansk röstskådespelare  | Engelsk röstskådespelare |
| -------------- | ------------------------- | ------------------------ |
| Xenotime       | Yohei Azakami             | Todd Haberkorn           |
| Zeolite        | Ryohei Arai               | Ezra Weisz               |
| Phobos         | Kanami Taguchi            | TBA                      |
| Deimos         | Aya Yamane                | Kelly Baskin             |
| Amis mamma     | Naomi Shindō              | TBA                      |
| Reis farfar    | Hirohiko Kakegawa         | Todd Haberkorn           |
| Maenader       | Ruriko Noguchi (Maenad 1) | TBA                      |
| Maenader       | Yūki Hirose (Maenad 2)    | TBA                      |
| Queen Serenity | Mami Koyama               | Wendee Lee               |

## Produktion

### Skapande
Den 25 januari 2017 meddelades det på den officiella Sailor Moon-hemsidan att animeserien Sailor Moon Crystal skulle fortsätta. Senare, den 30 juni samma år avslöjades det att den fjärde säsongen, känd som Dead Moon, skulle släppas som en film i två delar. Chiaki Kon, som var regissör för den tredje säsongen av serien, återkom som regissör även för denna film.
Den 30 juni 2018 meddelades det att produktionen av filmen hade börjat och Kazuko Tadano, som hade gjort designerna till de första två säsongerna av Sailor Moon-serien under 90-talet och till Sailor Moon R: The Movie, valdes som designer för karaktärerna i denna film. När filmen producerades var originalnamnet Gekijōban Bishōjo Senshi Sērā Mūn Kurisutaru Dēddō Mūn Hen.
Den 30 juni 2019 avslöjades fler personer som var med i filmteamet. Kazuyuki Fudeyasu var manusförfattare, skaparen Naoko Takeuchi tittade på när filmen skapades, Studio DEEN var med och animerade och producerade filmerna tillsammans med Toei Animation, och originaltiteln för filmen blev Gekijōban Bishōjo Senshi Sērā Mūn Etānaru.

### Skådespelare
De flesta röstskådespelare från tidigare filmer i Sailor Moon Crystal-serien spelade karaktärer även i denna film, men av okänd anledning tog Taishi Murata över Yohei Oobayashis roll som Artemis. I april 2020 meddelades det att Yoshitsugu Matsuoka skulle spela rösten som Helios i filmen. och i augusti 2020 avslöjades det att Shouta Aoi, Satoshi Hino och Toshiyuki Toyonaga skulle spela rösterna för cirkustrion, nämligen Fish Eye, Tiger's Eye, and Hawk's Eye. Följande vecka avslöjades att Reina Ueda, Sumire Morohoshi, Yuko Hara, och Rie Takahashi skulle spela rollerna som cirkuskvartetten, nämligen CereCere, PallaPalla, JunJun och VesVes. I september och oktober 2020 meddelades det att de japanska modellerna Naomi Watanabe och Nanao skulle spela rollerna som Zirconia respektive Nehelenia.

## Musik
Yasuharu Takanashi hade komponerat musik för tidigare filmer i serien och gjorde det även i denna film. Titelmelodin för båda delarna heter "Moon Color Chainon", som gjordes av Momoiro Clover Z och Sailor5Guardians (ett antal av skådespelarna i filmen). Låtens text skrevs av Naoko Takeuchi (under namnet "Sumire Shirobara") och komponerades av Akiko Kosaka. Låten som spelat i slutet av den första delen heter Watashi-tachi ni Naritakute av Yoko Ishida, och låten som spelas i slutet av andra delen heter  "Rashiku Ikimasho" av Anza.

## Premiär

### Japansk premiär
Den första delen var planerad att släppas i japanska biografer den 11 september 2020, men blev försenad och släpptes istället fyra månader senare den 8 januari 2021 på grund av Coronaviruspandemin 2019–2021. Den andra delen släpptes den 11 februari 2021.
Filmen släpptes på Blu-ray och DVD den 30 juni 2021.

### Internationell premiär
I april 2021 meddelades det att Netflix hade  köpt strömningsrättigheter för båda delarna av filmen och hade världspremiär den 3 juni 2021. Under maj 2021 meddelades det att de engelska röstskådespelarna från både Sailor Moon Crystal och serien från 1990-talet skulle ha rollerna även i denna film, förutom Chris Niosi som inte skulle spela sin roll som Helios. Rollen spelades istället av Brian Beacock som tidigare haft rollen som Ali.

## Mottagande
Den första delen debuterade på nionde plats i biljettkontor de första dagarna den släppts. På Rotten Tomatoes har filmen ett betyg på 100% baserat på 8 recensioner.